# Tomás Squella
Tomás Squella (ur. 18 października 1991) – chilijski lekkoatleta specjalizujący się w biegu na 800 metrów.
W 2009 zdobył srebro południowoamerykańskich mistrzostw juniorów w São Paulo. Czwarty zawodnik młodzieżowych mistrzostw Ameryki Południowej z 2010. W tym samym roku był dziesiąty na mistrzostwach ibero-amerykańskich. Złoty medalista młodzieżowego czempionatu Ameryki Południowej z 2012. Medalista mistrzostw Chile.

## Osiągnięcia
| Rok  | Impreza                                     | Miejsce      | Lokata      | Wynik   |
| ---- | ------------------------------------------- | ------------ | ----------- | ------- |
| 2009 | Mistrzostwa Ameryki Południowej juniorów    | São Paulo    | 2. miejsce  | 1:52,93 |
| 2010 | Młodzieżowe mistrzostwa Ameryki Południowej | Medellín     | 4. miejsce  | 1:50,62 |
| 2010 | Mistrzostwa ibero-amerykańskie              | San Fernando | 10. miejsce | 1:53,20 |
| 2010 | Mistrzostwa świata juniorów                 | Moncton      | eliminacje  | 1:52,90 |
| 2012 | Młodzieżowe mistrzostwa Ameryki Południowej | São Paulo    | 1. miejsce  | 1:48,06 |

## Rekordy życiowe
- Bieg na 800 metrów (stadion) – 1:48,06 (2012)
- Bieg na 800 metrów (hala) – 1:46,76 (2013) rekord Chile.